# 172-й гвардейский мотострелковый полк
172-й гвардейский мотострелковый Гнезненский Краснознамённый орденов Суворова и Кутузова полк (сокр. 172 гв. мсп; бывший 172-й гвардейский стрелковый полк) — воинское формирование Вооружённых Сил СССР, принимавшее участие в Великой Отечественной войне. В составе 39-й гвардейской мотострелковой Барвенковской ордена Ленина дважды Краснознамённой орденов Суворова и Богдана Хмельницкого дивизии (1965—1991) ГСВГ (ГСОВГ, ЗГВ).

Войсковая часть полевая почта (В/Ч ПП) 35892, позывной — Хорал. Место дислокации — г. Гота, Германия (ГДР).

## История создания
Часть сформирована в 1942 году. С момента своего создания и до окончания Великой Отечественной войны — в составе 57-й гвардейской стрелковой Новобугской орденов Суворова и Богдана Хмельницкого дивизии.

## Участие в Великой Отечественной войне

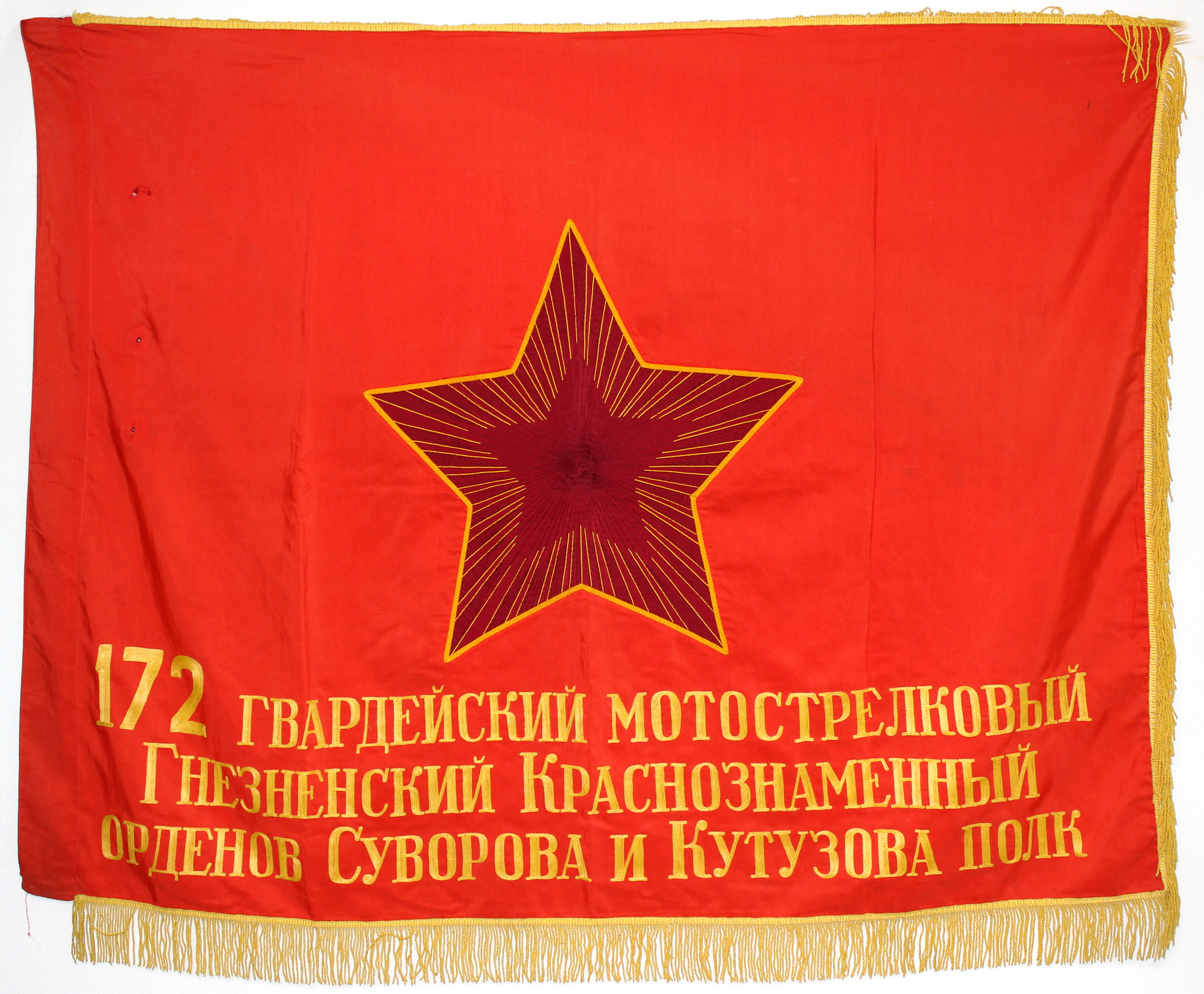
Знамя 172-го гвардейского мотострелкового полка (оборотная сторона).

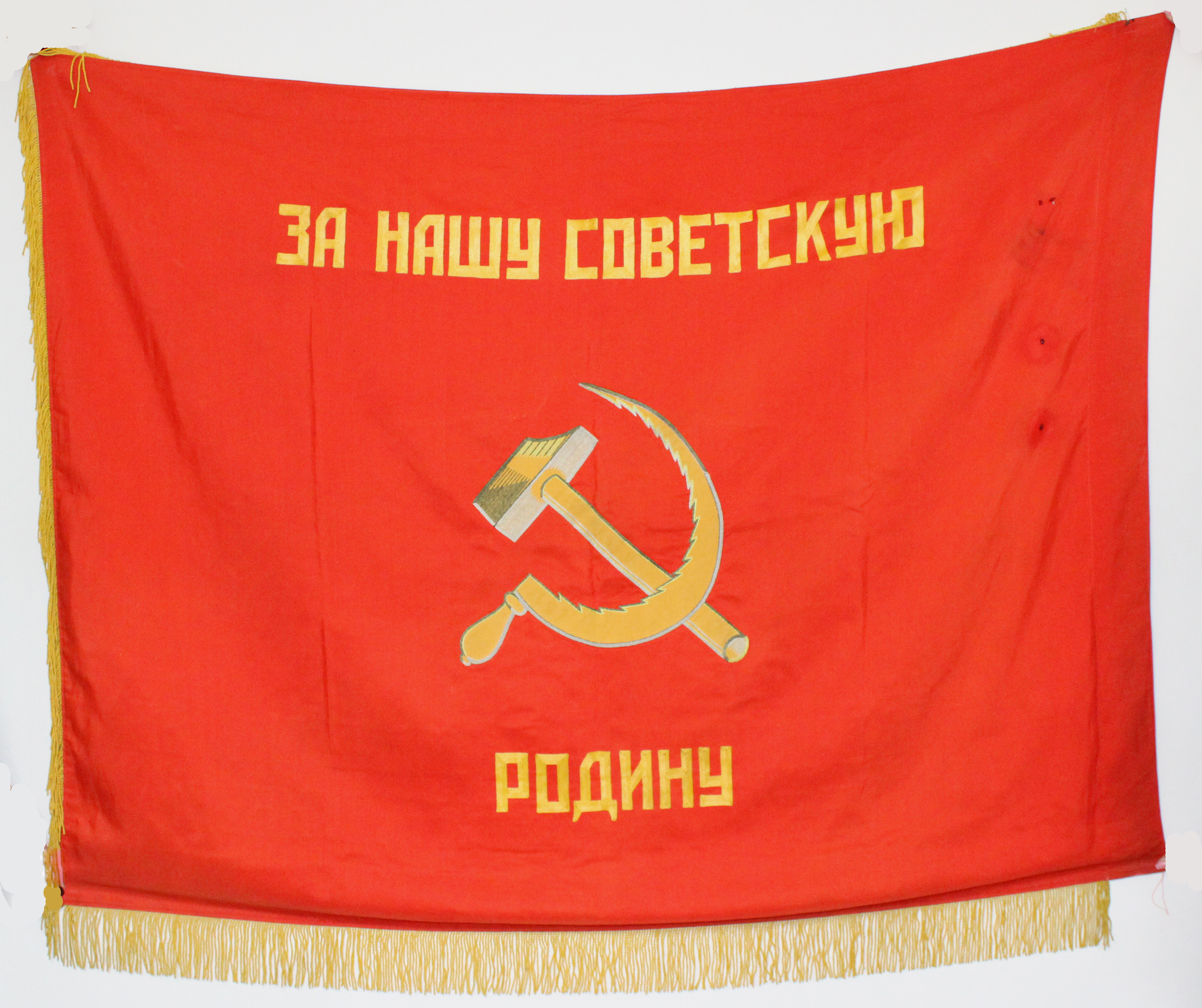
Знамя 172-го гвардейского мотострелкового полка (лицевая сторона).

Периоды вхождения в состав Действующей армии:
- с 31.12.1942 по 07.06.1944
- с 15.06.1944 по 09.05.1945.

К исходу 07.01.1943 года 172-й гвардейский стрелковый полк был выдвинут к окружённой в районе Чертково-Меловое (граница Луганской области и Ростовской области) вражеской группировки и вступил в бои по её ликвидации. Полку удалось к вечеру 09.01.1943 овладеть окраиной Мелового, до 16.01.1943 ведёт бои по уничтожению группировки, однако часть войск противника вырвалась из окружения, но тем не менее при отходе понесла потери от действий советской авиации и артиллерии.

В течение января 1943 года наступает через Беловодский район, Станично-Луганский район, Новоайдарский район, Старобельский район.

С 30.01.1943 года входит в отдельную подвижную группу генерала М. М. Попова, которая наносила удар из района Старобельска в общем направлении на Красноармейское, Волноваха, Мариуполь. Принимает участие в освобождении Красного Лимана 17.02.1943 освобождает Славянск, затем вышел к городу Краматорск, с 19.02.1943, приняв позиции у войск 3-го танкового корпуса по фронту: посёлок Ивановка, СКМЗ, посёлок Новый Свет, НКМЗ на южной и юго-западной окраине Краматорска, ведёт ожесточённые оборонительные бои под городом, затем 28.02.1943 оставил город, отходит через Софиевку, Шабельковку, 5-е хозяйство к Славянску, ведёт 01-03.03.1943 арьергардные бои у него, затем скрытно отступает через Райгородок, занял позиции за Северским Донцом.
В июле 1943 года 172-й гвардейский стрелковый полк принимает участие в Изюм-Барвенковской наступательной операции, отвоевал небольшой плацдарм на Северском Донце.
В конце августа 1943 года 172-й гвардейский стрелковый полк занимал оборону на плацдарме Северского Донца, северо-западнее города Изюм. В ходе Донбасской операции находится между главными направлениями ударов 1-й гвардейской и 6-й армий, через Лозовую вышел к Днепру.
С 20.00 27.09.1943 до 20.00 29.09.1943 172-й гвардейский стрелковый полк в районе сосредоточения (населённые пункты Ненасытец, Воронов, Зелёный) готовился к переправе через Днепр из устья реки Плоская Осокоровка, в ночь на 30.09.1943 переправился через реку, 05.10.1943 непосредственно в боях с контратакующими группировками противника меняет части 35-й гвардейской стрелковой дивизии на плацдарме.

С 23.10.1943 наступает с плацдарма, 26.10.1943 участвует в освобождении районного центра Солёное, затем форсирует реки Сухая Сура и Мокрая Сура, наступает дальше. 04.11.1943 был сменён частями 35-й гвардейской стрелковой дивизии и наступал во втором эшелоне.
В декабре 1943 — феврале 1944 года 172-й гвардейский стрелковый полк ведёт бои в Никопольском районе Днепропетровской области.

С 05.12.1943 по 15.01.1944 ведёт ожесточённейшие бои близ кургана «Могила Нечаева», попадает в окружение, выходит из него. Затем продвигается в наступлении в ходе Никопольско-Криворожской наступательной операции, форсирует Бузулук в районе Апостолово, 31.01.1944 ведёт бои у населённого пункта Лошкарёвка, 02.02.1944 — за село Шевченково, 07.02.1944 за село Великая Костромка, наступает через Шолохово и Александровку, повернув на запад, к концу операции вышел к реке Ингулец.
С 06.03.1944, в ходе Березеговато-Снигиревской операции, 172-й гвардейский стрелковый полк прорывает оборону на реке Ингулец, южнее Кривого Рога, наступает в направлении Новый Буг и Новая Одесса. 17-18.03.1944 ведёт бои в Баштанском и Новоодесском районах Николаевской области, участвует в освобождении города Новый Буг. 26.03.1944 форсировал реку Южный Буг в районе города Новая Одесса, наступал в направлении Берёзовки, затем на Раздельную, повернув на юго-восток, начал наступление на Одессу, в освобождении которой 10.04.1944 принял участие. После операции перенаправлен на Днестр, по пути вступая в частные бои, к 14-15.04.1944 вышел к Днестру, южнее Тирасполя, затем переправлен севернее Тирасполя.
10.05.1944 года 172-й гвардейский стрелковый полк форсирует Днестр в районе населённого пункта Шерпены, в течение нескольких дней ведёт ожесточённые бои на плацдарме в районе села Войково (32 километра северо-западнее города Тирасполь), несёт тяжёлые потери.
К 06.06.1944 — был выведен из боёв, вместе с армией 08.06.1944 отведён в резерв, погрузился на станциях Мигалово и Весёлый Кут, к 15.06.1944 переброшен на Ковельское направление. Выгрузился на станции Сарны.

20.07.1944 форсирует Западный Буг западнее города Любомль (Волынская область), захватывает плацдарм. Продолжив наступление, 28.07.1944 штурмует и освобождает Люблин, 01.08.1944 в 6-30 форсирует Вислу в районе Голендры, Магнушев, действуя справа от 35-й гвардейской стрелковой дивизии, к 20-00 ведёт бой на рубеже восточная окраина Магнушева, обходя Магнушев с юго-востока, северная окраина Острув. Ведёт бои на плацдарме в течение начала и первой половины августа 1944 года, продвигаясь вперёд. На 08.08.1944 находится у населённого пункта Ходков (32 километра северо-западнее города Демблин).
Из воспоминаний В. И. Чуйкова
В корпусе ведущую роль при форсировании Вислы сыграла 57-я гвардейская стрелковая дивизия во главе с генералом Афанасием Дмитриевичем Шеменковым, сумевшим скрытно и вовремя сосредоточить свои полки для мощного удара, который по существу обеспечил успех всему корпусу.
С 12.01.1945 прорывает вражескую оборону с Магнушевского плацдарма в ходе Висло-Одерской операции, к 17.01.1945 вышел в составе 57-й ГСД в район Рава-Мазовецка, затем, обойдя Познань к началу февраля 1945 года подошёл к Одеру, южнее города Кюстрин. 28.01.1945 года 172-й гвардейский стрелковый полк перешёл границу Германии на участке Циломишель — Бетше. Воины 172-й гвардейского стрелкового полка оставили на границе щит с надписью: «28 января 1945 года, в 14 часов дня здесь первыми из состава войск 1-го Белорусского фронта пересекли границу Германии гвардейцы 57-й стрелковой дивизии».
03.02.1945 года 172-й гвардейский стрелковый полк, переправившись через Одер по льду, овладел и удерживал плацдарм на Одере шириной до 3 километров по фронту и глубиной до 1-2 километром на рубеже (иск.) Ней-Ратшток, 1 километр восточнее Рейтвейна, являющийся составной частью так называемого Кюстринского плацдарма. Остальные части дивизии продолжали переправляться на этот плацдарм. С 04 по 07.02.1945 года ведёт ожесточённые наступательные бои за расширение плацдарма, овладел населённым пунктом Херцерсхоф, отбивал ожесточённые контратаки противника под командованием товарища Сагидуллина Гибадуллы Гиниятовича. На 07.02.1945 дивизия овладела Маншнов и удерживая Херцерсхоф, своим левым флангом под натиском противника отошла на рубеж 1 километр севернее отметки 14,2, Ней-Ратшток. Силами полка 35-й гвардейской стрелковой дивизии положение было восстановлено, к исходу дня силы полка и дивизии вышли к линии железной дороги на участке (иск.) станция Рейтвейн, 1,5 км севернее станции Подельциг. Однако в конце концов к 15.02.1945 года дивизия потеряла завоёванные позиции, так что в марте 1945 года вновь была вынуждена их отвоёвывать для расширения Кюстринского плацдарма и взятия Кюстрина.
В ходе Берлинской наступательной операции с 16.04.1945 наступает с поддержкой 7-й танковой бригады на направлении главного удара фронта с Кюстринского плацдарма, штурмуя Зееловские высоты, 172-й гвардейский стрелковый полк одним из первых ворвался на высоты и 17.04.1945 в город Зеелов, вёл бои в центре города. Затем полк форсировал Шпрее, через аэродром Темпельхоф к исходу 26.04.1945 ворвался в Берлин, вышел в центр города к Тиргартену.
Боевой путь 172-й гвардейский стрелковый полк закончил 09 мая 1945 года в г. Берлине.

## Награды и почётные наименования
| Награда (наименование)              | Дата               | За что награждён |
| ----------------------------------- | ------------------ | --- |
| «Гвардейский»                       |                    | |
| Орден Красного Знамени              | 9 августа 1944 г.  | За образцовое выполнение заданий командования в боях с немецкими захватчиками, за овладение городом Демблин и проявленные при этом доблесть и мужество. Указ Президиума Верховного Совета СССР от 9 августа 1944 г., (объявлен приказом Зам. НКО СССР от 25 августа 1944 г. № 0282). Орден Красного Знамени № 198805.                        |
| Почётное наименование «Гнезненский» | 19 февраля 1945 г. | В ознаменование одержанной победы и за отличие в боях при овладении городом Гнезно, Польша. Приказ Верховного Главнокомандующего от 19.02.1945 г. № 028. |
| Орден Суворова III степени          | 5 апреля 1945 г.   | За образцовое выполнение заданий командования в боях с немецкими захватчиками при вторжении в немецкую Померанию и проявленные при этом доблесть и мужество. Указ Президиума Верховного Совета СССР от 5 апреля 1945 года.(объявлен приказом Заместителя НКО СССР от 31 мая 1945 года № 092).Орден Суворова III степени № 3498.              |
| Орден Кутузова III степени          | 11 июня 1945 г.    | За образцовое выполнение заданий командования в боях с немецкими захватчиками при овладении столицей Германии городом Берлин и проявленные при этом доблесть и мужество. Указ Президиума Верховного Совета СССР от 11 июня 1945 года.(объявлен приказом Заместителя НКО СССР от 28 июня 1945 года № 0125) Орден Кутузова III степени № 3865. |

## Отличившиеся воины полка
За годы Великой Отечественной войны 10 воинов полка были удостоены звания Героя Советского Союза, 26 воинов — полные кавалеры ордена Славы.

Произведено награждений орденами СССР:
- орден Ленина — 10
- орден Красного Знамени — 87
- орден Суворова III степени — 2
- орден Богдана Хмельницкого III степени — 7
- орден Александра Невского — 38
- орден Отечественной войны I степени — 72
- орден Отечественной войны II степени — 206
- орден Красной Звезды — 396
- орден Славы I степени — 26
- орден Славы II степени- 132
- орден Славы III степени — 658

(Данные о награждениях взяты из приказов 57 гвардейской стрелковой дивизии, 4 гвардейского стрелкового корпуса,6 гвардейского стрелкового корпуса,1 гвардейской армии ,8 гвардейской армии, Юго-Западного , 3 Украинского и 1 Белорусского фронтов,Группы советских оккупационных войск в Германии, указов Президиума Верховного Совета СССР, размещённых на сайте МО РФ — Электронный банк документов «Подвиг народа в Великой Отечественной войне 1941—1945 гг»).

Приказом Министра обороны СССР, в послевоенные годы в списки 1-й мотострелковой роты 1-го мотострелкового батальона полка был навечно зачислен Герой Советского Союза гвардии старший сержант Турунов Г. С. Рота носила имя Героя Советского Союза и именовалась геройской. Служить в такой роте было почётно и ответственно.

На Аллее Славы полка в гарнизоне города Гота были установлены бюсты Героев Советского Союза.

### Герои Советского Союза
| №  | Фото | Фамилия Имя Отчество годы жизни                      | Должность                                        | Звание  | Дата Указа            | Обстоятельства подвига                                                                            |
| -- | ---- | ---------------------------------------------------- | ------------------------------------------------ | ------- | --------------------- | ------------------------------------------------------------------------------------------------- |
| 1  |      | Болтаев Георгий Семёнович (5.4.1914 — 1980)          | командир роты автоматчиков стрелкового батальона | гвардии | 31.5.1945             | За форсирование Одера и штурм Зееловских высот и проявленные при этом мужество, отвагу и героизм. |
| 2  |      | Боченков Василий Тимофеевич (28.8.1919 — 15.4.1994)  | адъютант старший стрелкового батальона           | гвардии | 31.5.1945             | За форсирование Одера и штурм Зееловских высот и проявленные при этом мужество, отвагу и героизм. |
| 3  |      | Голубовский, Алексей Петрович (29.6.1908 — 3.2.1945) | командир стрелкового батальона                   | гвардии | 24.3.1945 (посмертно) | За умелое руководство боем батальона при форсировании Вислы и овладении Магнушевским плацдармом.  |
| 4  |      | Осин Дмитрий Васильевич (25.10.1912 — 22.9.1987)     | командир стрелкового батальона                   | гвардии | 24.3.1945             | За мужество и героизм, проявленные при форсировании Одера.                                        |
| 5  |      | Турунов Геннадий Сергеевич (2.1.1925 — 4.2.1945)     | командир пулемётного расчёта                     | гвардии | 24.3.1945 (посмертно) | За мужество и героизм, проявленные при форсировании Одера.                                        |
| 6  |      | Фокин Александр Иванович (15.11.1911 — 5.5.1989)     | командир роты автоматчиков                       | гвардии | 24.3.1945             | За мужество и героизм, проявленные при форсировании Вислы и овладении Магнушевским плацдармом.    |
| 7  |      | Хазов Николай Панфилович (27.12.1913 — 17.7.1991)    | командир 172-го гвардейского стрелкового полка   | гвардии | 24.3.1945             | За мужество и героизм, проявленные при освобождении городов Гнезно и Познань (Польша).            |
| 8  |      | Чурсанов Иван Михайлович (17.2.1913 — 3.2.1945)      | командир роты автоматчиков                       | гвардии | 24.3.1945 (посмертно) | За мужество и героизм, проявленные при форсировании Одера.                                        |
| 9  |      | Чусовской Николай Николаевич (10.5.1910 — 26.7.1977) | командир стрелкового батальона                   | гвардии | 31.5.1945             | За мужество и героизм, проявленные при штурме Зеловских высот.                                    |
| 10 |      | Шатохин Иван Григорьевич (15.11.1921 — 8.2.1944)     | командир стрелковой роты                         | гвардии | 3.6.1944 (посмертно)  | За мужество и героизм, проявленные при освобождении Днепропетровской области Украины.             |

| - Арзамасцев Василий Александрович, гвардии лейтенант, командир стрелкового взвода. Награждён орденом Красного Знамени. (Приказ Военного совета 8 гвардейской армии № 312/н от 31 августа 1944 г.) - Белых Иван Андреевич, гвардии сержант, помощник командира стрелкового взвода. Награждён орденом Красного Знамени. (Приказ Военного совета 8 гвардейской армии № 312/н от 31 августа 1944 г.) - Васькин Григорий Иванович, гвардии майор, начальник штаба полка. Награждён орденом Красного Знамени. (Приказ Военного совета 8 гвардейской армии № 483/н от 17 февраля 1945 г.) - Гаврилюк Михаил Афанасьевич, гвардии рядовой, автоматчик 2 стрелкового батальона. Награждён орденом Красного Знамени. (Приказ Военного совета 8 гвардейской армии № 236/н от 12 июня 1944 г.) - Дёмин Пантелей Иванович, гвардии сержант, командир отделения сапёрного взвода. Награждён орденом Славы II степени (Приказ Военного совета 8 гвардейской армии № 298/н от 27 августа 1944 г). Кавалер ордена Славы 3-х степеней. - Дробот Георгий Илларионович, гвардии младший сержант, наводчик станкового пулемёта. Награждён орденом Красного Знамени. (Приказ Военного совета 8 гвардейской армии № 312/н от 31 августа 1944 г.) - Зайцев Филимон Харлампьевич, гвардии лейтенант, командир сапёрного взвода. Награждён орденом Красного Знамени. (Приказ Военного совета 8 гвардейской армии № 313/н от 31 августа 1944 г.) - Казаков Иван Павлович, гвардии старший лейтенант, командир взвода автоматчиков. Награждён орденом Богдана Хмельницкого III степени(Приказ Военного совета 1 Белорусского фронта № 680/н от 30 июня 1945 г.) - Корольков Дмитрий Сергеевич, гвардии сержант, командир отделения автоматчиков. Награждён орденом Красного Знамени. (Приказ Военного совета 8 гвардейской армии № 629/н от 15 мая 1945 г.) - Кукин Михаил Иванович, гвардии старший лейтенант, командир стрелковой роты. Награждён орденом Красного Знамени. (Приказ Военного совета 8 гвардейской армии № 483/н от 17 февраля 1945 г.) - Ломов Валентин Иванович, гвардии сержант, командир расчёта станкового пулемёта. Награждён орденом Красного Знамени. (Приказ Военного совета 8 гвардейской армии № 312/н от 31 августа 1944 г.) | - Маврин Евгений Михайлович гвардии лейтенант, командир пулемётной роты. Награждён орденом Красного Знамени. (Приказ Военного совета 8 гвардейской армии № 312/н от 31 августа 1944 г.) - Менчинский Алексей Сафронович, гвардии сержант, командир стрелкового отделения. Награждён орденом Красного Знамени. (Приказ Военного совета 8 гвардейской армии № 312/н от 31 августа 1944 г.) - Нешко Иван Давыдович, гвардии старший лейтенант, командир стрелковой роты. Награждён орденом Красного Знамени. (Приказ Военного совета 8 гвардейской армии № 674/н от 31 мая 1945 г.) - Пелих Фёдор Фёдорович, гвардии сержант, командир отделения автоматчиков. Награждён орденом Красного Знамени. (Приказ Военного совета 8 гвардейской армии № 312/н от 31 августа 1944 г.) - Сидоров Пётр Васильевич, гвардии сержант, наводчик ручного пулемёта 2 стрелкового батальона. Награждён орденом Красного Знамени. (Приказ Военного совета 8 гвардейской армии № 312/н от 31 августа 1944 г.) - Сироткин Яков Титович, гвардии лейтенант, партийный организатор стрелкового батальона. Награждён орденом Красного Знамени. (Приказ Военного совета 8 гвардейской армии № 268/н от 14 августа 1944 г.) - Старовойтов Иван Леонович, гвардии лейтенант, командир взвода пешей разведки. Награждён орденом Александра Невского (приказ Военного совета 8 гвардейской армии № 298/н от 27 августа 1944 г.) - Шавлак Андрей Ефимович, гвардии лейтенант, командир стрелковой роты. Награждён орденом Красного Знамени. (Приказ Военного совета 8 гвардейской армии № 629/н от 15 мая 1945 г.) - Штабеев Александр Иванович, гвардии лейтенант, командир взвода автоматчиков. Награждён орденом Красного Знамени. (Приказ Военного совета 8 гвардейской армии № 312/н от 31 августа 1944 г.) - Шухардин Николай Николаевич, гвардии лейтенант, командир стрелковой роты. Награждён орденом Красного Знамени. (Приказ Военного совета 8 гвардейской армии № 312/н от 31 августа 1944 г.) |

### Полные кавалеры Ордена Славы
| №  | Фото | Фамилия Имя Отчество годы жизни                          | Должность                                | Звание  | Даты Указов                    | Обстоятельства подвигов |
| -- | ---- | -------------------------------------------------------- | ---------------------------------------- | ------- | ------------------------------ | --- |
| 1  |      | Беспалько Иван Игнатьевич (15.4.1924 — 03.4.1993)        | командир стрелкового отделения           | гвардии | 23.2.1945 05.5.1945 15.5.1946  | - 3 февраля 1945 г. близ. г. Франкфурт-на-Одере (Германия) одним из первых достиг берега и автоматным огнём поддерживал наступление стрелков, с 31 января по 3 февраля 1945 г. уничтожил более 10 гитлеровцев, сжег несколько автомобилей с боеприпасами, подавил 2 пулемётные точки. - на Кюстринском плацдарме 22—23 февраля 1945 г. близ населённого пункта Альт-Тухебанд (Германия) истребил до 10 солдат и офицеров противника, подорвал противотанковой гранатой штурмовое орудие, подавил пулемётную точку. Был ранен, но поле боя не покинул. - 16 апреля 1945 г. одним из первых ворвался в г. Зелов (Германия). 17 апреля 1945 г. в уличных боях истребил 7 и взял в плен 4 вражеских солдат. Форсируя р. Шпрее, 23 апреля 1945 г. одним из первых в группе захвата переправился через реку в предместье Берлина (Германия), занял рубеж на левом берегу и отбил контратаки неприятеля. |
| 2  |      | Васичев Иван Иванович (1922 — 30.10.1957)                | командир отделения взвода пешей разведки | гвардии | 22.7.1944 27.2.1945 15.5.1946  | - в период боев с 20 по 22 июля 1944 г. в районе сел Гнишев и Рудка (южнее г. Дембица, Польша) при отражении вражеских контратак истребил свыше 10 гитлеровских солдат и офицеров, - в боях с 26 января по 3 февраля 1945 г. при форсировании р. Одер южнее г. Кюстрин (ныне Костшин-над-Одрой, Польша) уничтожил 15 и захватил в плен несколько гитлеровцев. - во время уличных боев в Берлине (Германия) с 23 апреля по 2 мая 1945 г. сразил свыше 10 вражеских солдат и офицеров, гранатой подорвал пулемётную точку. |
| 3  |      | Гайдук Иван Илларионович (23.7.1923 — 20.10.1985)        | командир стрелкового отделения           | гвардии | 27.7.1944 17.3.1945 15.5.1946  | - 20 июля 1944 года одним из первых переправился через реку Западный Буг.В бою на плацдарме уничтожил свыше 10 гитлеровцев.25 июля в бою за город Пулавы уничтожил 6 гитлеровцев и 4 взял в плен чем обеспечил выполнение боевой задачи подразделениям полка. - 3 февраля 1945 года в бою на плацдарме огнём из пулемёта уничтожил 2 огневые точки, уничтожил более 15 гитлеровцев. - За время боев с 16 по 20 апреля 1945 года первым ворвался на окраину города Зеелов. Лично уничтожил пулемёт и 6 гитлеровцев, 4-х взял в плен. Форсировав реку Флис, в рукопашном бою уничтожил трёх солдат.Организовал отражение контратаки. - 9 октября 1951 года осуждён военным требуналом " За измену Родине".Указом Президиума Верховного Совета СССР от 29 февраля 1952 года лишён наград. |
| 4  |      | Горбань Николай Алексеевич (06.1.1918 — 1992)            | помощник командира пулемётного взвода    | гвардии | 27.7.1944 27.2.1945 15.5.1946  | - 25.7.1944 в бою за г. Пулавы (ныне Дембно, Польша), обойдя пр-ка с фланга, сразил более 10 гитлеровцев и 2 пленил. - 3.02.1945 в бою в районе нас. пункта Рейтвейн (ныне г. Костшин-над-Одрой, Польша) заменил выбывшего из строя наводчика и огнём пулемёта отразил контратаку пр-ка, уничтожив более 10 враж. солдат и офицеров. - 17.4.1945 огнём пулемёта истребил более 20 гитлеровцев, подавил 4 огн. точки врага. В уличных боях в Берлине, возглавив взвод, захватил один из домов, подавил в нём огн. точку, и уничтожил неск. нем. солдат. |
| 5  |      | Дёмин Пантелей Иванович (15.6.1924 — 30.8.1992)          | командир сапёрного отделения             | гвардии | 16.2.1944 27.8.1944 15.5.1946  | - в ходе боев 15.12.1943—7.01.1944 в 17—20 км вост. дер. Лошкарёвка Днепропетров. обл., вместе с товарищами снял св. 300 враж. мин, проделал 6 проходов в проволоч. заграждениях, установил ок. 1500 мин перед нашим передним краем. - 1.8.1944 при форсировании Вислы у с. Пшевуз (Польша) высадил на левом берегу группу разведчиков, затем под обстрелом пр-ка совершил на лодке ещё ок. 30 рейсов, переправляя лич. состав полка. - в уличных боях в г. Берлин 16.4.1945, со своим отделением проделал 6 проходов в заграждениях пр-ка, обезвредил ок. 70 мин. 24.4.45 подорвал с бойцами 2 дзота, проделал неск. проходов в противотанк. баррикадах. |
| 6  |      | Дячкин Пётр Акимович (22.10.1924 — 31.7.1985)            | автоматчик                               | гвардии | 24.4.1944 17.2.1945 15.5.1946  | - в боях за г. Одесса 3—10.4.1944 вывел из строя около 10 и взял в плен 3 солдат противника. - 31.01.1945 в бою за нп Нойендорф (ныне Нова Весь, Польша) уничтожил 7 гитлеровцев. 3.02.45 в передовой группе на подруч. средствах преодолел р. Одер у нас. пункта Ней-Маншов (Германия), вместе с бойцами атаковал пр-ка, сразил 4 враж. солдат, а одного пленил. - 23.4.1945 в числе первых преодолел р. Шпрее (Германия), ворвался в траншею пр-ка, уничтожил 7 гитлеровцев. В уличном бою в Берлине 27.4.1945 огнём из автомата скосил 4 солдат, гранатами подавил пулемёт, расчистив путь для наступления стрелкам. |
| 7  |      | Емельянов Анатолий Васильевич (26.7.1924 — 2.1.2010)     | командир отделения взвода пешей разведки | гвардии | 28.4.1944 12.6.1944 24.3.1945  | - 17.3.1944 в ходе разведки у с. Ингулка (Николаев. обл., Украина) с отделением уничтожил конвой и освободил 12 мирных жителей, приговорённых к расстрелу. При помощи местных жителей пленил св. 20 гитлеровцев. 18.3.44 в с. Новокрасовское (Николаев. обл.) уничтожил 3 гитлеровцев, а 2 взял в плен и доставил в штаб полка. - в период боев на Заднестровском плацдарме в районе с. Войково (Молдова) 10—13.5.1944 с разведчиками отразил несколько контратак пр-ка, уничтожив до взвода пехоты. - 1.8.1944, переправившись в числе первых через р. Висла (Польша), поразил до 10 гитлеровцев и подавил крупнокалибер. пулемёт, чем способствовал успешному форсированию реки подразделениями полка. В ночь на 8.8.1944 у нп Ходков (Польша) в составе развед. группы захватил «языка» с документами и доставил его в штаб полка. |
| 8  |      | Жульмин Григорий Васильевич (03.3.1923 — 11.4.1969)      | командир отделения взвода пешей разведки | гвардии | 28.3.1944 12.6.1944 24.3.1945  | - 17.3.44 у с. Ингулка (Николаев. обл., Украина), находясь в тылу врага, напал на враж. конвой, ведший на расстрел 12 жителей села, обезоружил его и взял в плен неск. солдат. 18.3.1944 у с. Новоматвеевка пленил 6 солдат пр-ка, в с. Кандыбино (Николаев. обл.) в составе группы разведчиков захватил в плен св. 10 гитлеровцев. - в боях 10—13.5.1944 у с. Войново (Молдавия) при отражении атак пр-ка сразил св. 10 солдат. В ночь на 12.5.1944, ведя разведку переднего края враж. обороны, подвергся нападению неприятеля. Командуя отделением, отразил атаку. - 1.8.1944 в составе группы разведчиков форсировал р. Висла (Польша) и под арт. и миномёт. огнём доставил командованию развед. сведения о пр-ке. В ночь на 8.8.44 переправился через р. Радомка и в траншее захватил враж. солдата, давшего ценные данные о системе обороны. |
| 9  |      | Колесников Владимир Дмитриевич (08.6.1924 — 09.10.1989)  | помощник командира взвода автоматчиков   | гвардии | 13.5.1944 27.2.1945 31.5.1945  | - в боях на Заднестровском плацдарме 12.5.1944 вместе с бойцами отделения отбил 12 контратак пр-ка, лично уничтожил св. 10 солдат. - 3.02.1944 в бою за нп Рейтвейн (Германия) одним из первых ворвался в траншею пр-ка, поразил до 10 гитлеровцев, а 5 взял в плен. Отбивая вместе с бойцами контратаки врага, уничтожил до взвода жив. силы. - в боях 16—18.4.1945 в районе Зеловских высот и при взятии г. Зелов (Германия), вывел из строя ок. 20 фаш. солдат, с помощью фаустпатрона подбил враж. танк. |
| 10 |      | Марков Василий Владимирович (15.7.1912 — ????)           | командир расчёта 120-мм миномёта         | гвардии | 23.2.1944 21.2.1945 15.5.1946  | - 1.02.1944 при прорыве обороны пр-ка сев.-зап. г. Никополь (Украина) точным огнём накрыл пулемёт, 2 повозки с боеприпасами, до отделения жив. силы. - 14.01.1945 при прорыве обороны пр-ка на р. Висла у нп Маниохи (Польша) миномёт. огнём накрыл 3 машины с пехотой, бронетранспортер, подавил 5 огн. точек, отразил атаку пр-ка, истребив св. 10 враж. солдат. - в боях на подступах к Берлину, при отражении атак 16—20.4.1945 из миномёта уничтожил 3 огн. точки, 3 блиндажа, автомашину, орудие и до 15 солдат и офицеров пр-ка. 23.4.1945 при форсировании р. Шпрее подавил 3 огн. точки, подбил автомашину с боеприпасами и сразил св. 10 пехотинцев. |
| 11 |      | Маскин Павел Иванович (12.7.1921 — 12.9.1997)            | исполнявший обязанности командира взвода | гвардии | 27.7.1944 27.2.1945 15.5.1946  | - 17.7.1944 при форсировании р. Зап. Буг заменил выбывшего из строя ком-pa взвода, первым ворвался в траншею пр-ка. В этом бою взвод истребил до 40 солдат и офицеров, подавил 2 огн. точки и захватил в плен 6 гитлеровцев. 25.7.1944 в числе первых ворвался в г. Пулавы (Польша), в уличном бою ликвидировал св. 10 солдат, 3 пулемёт. точки гитлеровцев. - 31.01.1945 удержал нп Глайссен (Германия) до подхода основных сил. В бою было уничтожено много гитлеровцев, 17 захвачено в плен. 3.02.45 М. переправился через р. Одер, в траншеях пр-ка истребил неск. гитлеровцев. - 17.4.1945 сев.-вост. г. Зелов (Германия) при отражении контратаки пр-ка сразил св. 10 пехотинцев. Преследуя фашистов, ворвался в город, в уличных боях ликвидировал ещё 6 враж. солдат. |
| 12 |      | Молодых Николай Тихонович (19.12.1924 — 05.11.1997)      | командир отделения                       | гвардии | 04.8.1944 05.5.1945 15.5.1946  | - 20.7.1944 форсировал р. Зап. Буг (Польша), ворвался в расположение врага и захватил опорный пункт, чем способствовал переправе подразделения. В схватке истребил 5 враж. солдат. 25.7.44 в бою за г. Пулавы (Польша) первым с бойцами отделения достиг р. Висла и отрезал пути отхода пр-ку. В бою ими было уничтожено до 20 гитлеровцев и 4 захвачено в плен; из автомата лично поразил 6 солдат. - 22—23.3.1945 близ нп Альт-Тухебанд (Германия) первым со своим отделением поднялся в атаку и выбил врага из траншеи, при этом уничтожил ок. 15 враж. солдат и 4 взял в плен. Был ранен, но остался в строю и продолжал выполнять боевую задачу. - в бою 23.4.1945 в районе нп Шёневейде (Германия) под огнём, командуя отделением, форсировал р. Шпрее, захватил опорный пункт и удерживал его до подхода осн. сил. 24.4.1945 с бойцами преодолел канал Вейг, зашёл в тыл пр-ку и нанёс неожидан. удар, чем способствовал выполнению боевой задачи. 27.4.1945 в уличных боях в Берлине отразил 3 враж. контратаки, поразил 8 враж. солдат и 3 взял в плен.                               |
| 13 |      | Мухачёв Аркадий Васильевич (14.8.1910 — 21.12.1958)      | командир взвода снабжения                | гвардии | 04.8.1944 05.5.1945 15.5.1946  | - 10—13.5.1944 в наступательных боях севернее п. Овидиополь (Украина) при отражении многочисленных контратак пр-ка огнём из автомата поразил 26 гитлеровцев. - 1.8.1944 в районе г. Магнушев (Польша) под огнём пр-ка переправил на лев. берег р. Висла штурм. группу, боеприпасы и продовольствие. - 3.02.1945 в районе нп Гёритц (Германия) заменил выбывшего из строя ком-pa стрелк. взвода и личным примером увлек в атаку бойцов. Будучи раненным, поле боя не покинул и из пулемёта уничтожил св. 10 солдат. |
| 14 |      | Насыбуллин Хамидулла Натфуллович (24.1.1919 — 02.1.1984) | помощник командира взвода автоматчиков   | гвардии | 23.2.1944 14.8.1944 15.5.1946  | - 1.02.1944 в бою за с. Натальевка Днепропетров. обл. (Украина) поднял отделение в атаку и, ворвавшись в село, закрепился в нём. Отражая контратаку пр-ка, отделение подбило враж. танк, уничтожило большое кол-во гитлеровцев. - 20.7.1944 одним из первых форсировал р. Зап. Буг (в районе зап. г. Любомль, Волынская обл., Украина), огнём из автомата истребил более 10 гитлеровцев. 21.7.44 в бою за расширение плацдарма внезапной атакой во фланг отделение выбило пр-ка из нп Рудка на Магнушевском плацдарме, уничтожив более 10 враж. солдат и офицеров. - 16.4.1945 в боях за г. Зелов и Зеловские высоты заменил выбывшего из строя ком-pa взвода, поднял бойцов в атаку, овладел одной из высот и удерживал её до подхода основных сил полка. 23.4.1945 со взводом под прикрытием дымовой завесы в числе первых форсировал р. Шпрее, закрепился и удерживал позиции до подхода главных сил. 27.4.1945 при отражении враж. контратак в уличных боях в Берлине вышел со взводом во фланг пр-ку, отрезал группу гитлеровцев и истребил св. 10 автоматчиков.                          |
| 15 |      | Овчинников Иван Александрович (1921 — 1945)              | наводчик 82-мм миномёта                  | гвардии | 20.5.1944 27.8.1944 31.5.1945  | - 13.5.1944 в бою на Заднестровском плацдарме у нп Войново (Молдавия), отразив многочисленные атаки пр-ка, удержал занимаемый рубеж. - 1.8.1944 в числе первых форсировав р. Висла, открыл огонь по враж. позициям, проделал проходы в заграждениях для наступления пехоты. 2.8.44 при расширении плацдарма в 20 км юго-зап. г. Гарволин (Польша) подавил 2 огн. точки, истребил более 10 солдат. - 26.01.1945 гв. под огнём пр-ка переправился через р. Варта (Польша) и, поддерживая огнём миномёта пехоту, уничтожил св. 10 солдат, подавил противотанк. пушку пр-ка. 28.01.45 в районе м. Шарциг (Германия) в числе первых ворвался в траншею пр-ка, ликвидировал 2 пулемёт. точки, 7 солдат и 4 пленил. 4.02.1945 при отражении контратак пр-ка огнём из миномёта помог удержать плацдарм у м. Херцерсхоф (8 км юго-зап. г. Кюстрин, ныне г. Костшин-над-Одрой, Польша), истребив при этом более 10 автоматчиков. |
| 16 |      | Прядкин Иван Михайлович (05.10.1924 — 1994)              | командир отделения роты автоматчиков     | гвардии | 15.3.1944 17.2.1945 15.5.1946  | - 15.02.1944 в наступательных боях юж. хутора Красный (Днепропетров. обл., Украина) нанёс врагу ощутимый урон в живой силе и боевой технике. Лично уничтожил ок. 10 пехотинцев, 1 гитлеровца захватил в плен. - 3.02.1945 в районе нп Гёритц (Польша) в числе первых форсировал р. Одер. При расширении захвач. плацдарма уничтожил св. 10 и взял в плен 5 солдат. - 23.4.1945 форсировал р. Шпрее ок. нп Шековайде (Германия) и занял рубеж на её лев. берегу. Отражая контратаки неприятеля, поразил 6 и пленил 2 солдат. В боях за г. Берлин 27.4.1945 противотанк. гранатой подорвал огн. точку вместе с расчётом, из автомата сразил 4 фаустников, пытавшихся напасть на танк. колонну. |
| 17 |      | Рубежный Иван Тихонович (20.6.1908 — 02.2.1987)          | телефонист взвода связи                  | гвардии | 04.8.1944 27.2.1945 15.5.1946  | - 21.7.44 у нас. пункта Рудка (сев.-вост. г. Хелм, Польша) огнём из автомата сразил 6 гитлеровцев, ворвавшись в траншею, захватил «языка». 25.7.44 в бою за г. Пулавы (Польша) уничтожил 4 солдат пр-ка. - 29.01.45 обнаружил пулемёт. точку у нас. пункта Теодорув (сев. г. Лодзь, Польша), препятствовавшую продвижению подразделения, незаметно подполз к ней и огнём из автомата в упор расстрелял расчёт. В бою 3 солдат взял в плен. 3.02.45 одним из первых переправился через р. Одер юж. г. Кюстрин (ныне Костшин-над-Одрой, Польша), автоматной очередью сразил 2 пехотинцев. - 16.4.45 во время прорыва обороны пр-ка своевременно обеспечивал связью штабы батальона и полка. При отражении контратаки 17.4.45 в районе г. Зелов (Германия) под огнём восстановил прерванную связь, уничтожил 4 солдат. Участвовал в штурме Зеловских высот. |
| 18 |      | Савченко Антон Севастьянович (1912 — 18.4.1945)          | командир расчёта 76-мм пушки             | гвардии | 28.3.1944 17.3.1945 15.5.1946  | - в боях за нп Костромка (Украина) и Широкое 17—29.02.1944 точным огнём уничтожил со своим расчётом 2 полевых орудия, 9 пулемёт. точек, 12 повозок с грузом, 2 автомашины, много враж. солдат. 1.3.44 артиллеристы под командованием С. преодолели вброд р. Ингулец сев. г. Николаев (Украина), через минные поля выдвинулись с орудием на прямую наводку и уничтожили св. отделения гитлеровцев. При отражении контратак пр-ка 14.3.44 расчёт метким огнём рассеял св. взвода пехоты. - в боях при отражении контратак пр-ка на Одерском плацдарме 3—4.02.1945 в районе нп Херцегсхоф (Польша) остался у орудия один, метким огнём подавил 6 пулемёт. точек и уничтожил св. 10 пехотинцев. - 16.4.1945 в боях при прорыве глубоко эшелонированной обороны пр-ка в районе Зеловских высот (Германия) расчёт орудия поразил 2 бронетранспортера и 2 огневые точки. При штурме г. Зелов (Германия) артиллеристы, находясь непосредственно в боевых порядках пехоты, прямой наводкой уничтожили дзот и 3 пулемёт. точки. В уличных боях в г. Зелов орудие уничтожило не менее взвода гитлеровцев. |
| 19 |      | Сергеев Александр Михайлович (15.11.1923 — 05.11.1967)   | командир миномётного расчёта             | гвардии | 15.3.1944 12.6.1944 24.3.1945  | - 17.02.1944 метким огнём истребил до 15 гитлеровцев и подавил пулемёт. 25.02.44 при прорыве обороны пр-ка сев.-зап. с. Пологи (Днепропетров. обл.) его расчёт уничтожил св. 10 враж. солдат и подавил 3 огн. точки. 28.02.44 в бою за пос. Широкое вывел из строя не менее 10 гитлеровцев. - В боях на Заднестровском плацдарме 10—13.5.1944 уничтожил 3 БТР, 2 пулемёт. точки и св. 10 гитлеровцев, облегчив стрелк. подразделениям удержание плацдарма. - 1.8.1944 в числе первых преодолел р. Висла (Польша) и с выгодной позиции миномёт. огнём поразил св. 10 гитлеровцев и 3 огн. точки. 2.8.44 в боях по расширению плацдарма истребил со своим расчётом до отделения солдат, подбил 2 БТР. |
| 20 |      | Симонов Алексей Иосифович (1917 — 29.5.1953)             | командир расчёта 45-мм пушки             | гвардии | 20.5.1944 21.2.1945 15.5.1946  | - с расчётом 10—15.5.1944 в боях на Заднестровском плацдарме (Молдавия) при отражении атак пр-ка подавил 5 огн. точек, истребил св. взвода живой силы, чем содействовал удержанию занимаемого рубежа. - в боях за нп Мезеритц (Польша) в янв. 1945 огнём из орудия поразил 6 враж. огн. точек, 5 автомашин, подавил 2 пушки, уничтожил св. отделения пехоты. - 10.02.1945 во время прорыва обороны пр-ка в 9 км юго-зап. г. Кюстрин (Польша) подавил 7 пулемётов. 18—19.4.45 в боях за овладение Зеловскими высотами и г. Зелов, выкатив орудие на прямую наводку, подавил 5 огн. точек, подбил бронетранспортер, уничтожил много пехотинцев. |
| 21 |      | Сорокин Фёдор Фёдорович (20.4.1913 — 18.4.1945)          | командир отделения стрелковой роты       | гвардии | 25.2.1944 26.9.1944 31.5.1945  | - 31.01.1944 в бою в районе сел Натальевка и Лошкарёвка (Украина) ворвался в траншею пр-ка, уничтожил 2 гитлеровцев. В последующих боях из захваченного у врага пулемёта истребил до 10 солдат пр-ка, обеспечив продвижение взвода. - 1.8.1944 при форсировании р. Висла в районе г. Магнушев (Польша) в числе первых со своим стрелк. взводом ворвался в траншеи пр-ка и вытеснил его с занимаемых рубежей, уничтожив 8 гитлеровцев. 2.8.44 С. вместе с бойцами взвода ворвался в г. Магнушев и выбил пр-ка с сев. окраины. - 4.02.1945 в бою на Одерском плацдарме в районе нас. пункта Рейнтвейн (Германия) оказался отрезанным от подразделения. Проявляя бесстрашие, пробился через враж. кольцо, ворвался в дом, где находилась огн. точка гитлеровцев, уничтожил 5 солдат и захватил исправный пулемёт, из к-рого открыл огонь по пр-ку. |
| 22 |      | Страхов Антон Алексеевич (27.10.1914 — 04.1.1985)        | командир взвода связи                    | гвардии | 13.5.1944 26.3.1945 31.5.1945  | - 10.5.1944 форсировал р. Днестр у пгт Григориополь (Молдавия) и установил связь со стрелк. подразделениями, чем способствовал успеху в отражении многократных атак пр-ка и удержании плацдарма. - 14.01.1945 в бою у нп Гловачув (Польша) обеспечил устойчивую связь. 26.01.45 сев.-зап. г. Познань (Польша) переправился через р. Варта, под враж. огнём устранил до 10 порывов на линии. 5.02.45 в бою севернее г. Франкфурт-на-Одере удерживал занимаемый рубеж на левом берегу реки, обеспечил бесперебойную связь и сохранность материальной части. - 17.4.45 у г. Зелов (Германия) с группой бойцов прорвался через боевые порядки пр-ка и восстановил связь со штабом полка. При штурме города одним из первых проник в траншею врага, сразил более 10 солдат. |
| 23 |      | Терёхин Сергей Васильевич (22.6.1926 — 1990)             | командир расчёта 76-мм пушки             | гвардии | 03.5.1945 20.7.1945 19.8.1955  | - 16—17.4.1945 при прорыве обороны пр-ка на Одерском плацдарме четко выдавал координаты целей. В районе г. Зелов (Германия) огнём батареи было уничтожено 5 огн. точек пр-ка, большое кол-во враж. солдат и офицеров. - 23.4.45 при форсировании р. Шпрее у нас. пункта Шёневейде (г. Берлин) выкатил пушку на прямую наводку, подавил 4 огн. точки пр-ка, истребил до 10 солдат. При штурме Берлина вывел из строя 2 огн. точки, сразил св. 10 гитлеровцев. - 27.4.1945 в уличных боях в Берлине огнём из орудия, расчищая дорогу штурм. группам, ликвидировал 10 огн. точек врага. Был тяжело ранен. |
| 24 |      | Чеботарёв Павел Петрович (16.7.1923 — 27.4.1945)         | наводчик орудия                          | гвардии | 20.5.1944 21.2.1945 31.5.1945  | - на Заднестровском плацдарме в районе с. Вайново (Молдавия) 10—13.5.1944 участвовал в отражении контратак пр-ка. За это время расчёт уничтожил 2 танка, 5 пулемёт. точек, св. 15 пехотинцев. - 29—30.01.1945 в бою на подступах к нп Мезеритц (ныне г. Мендзыжеч, Польша) прямой наводкой разбил ок. 10 автомашин с воен. грузами, 4 пулемёта, рассеял св. взвода пехоты пр-ка. - 17.4.1945 в боях на Зеловских высотах и при штурме г. Зелов (Германия) вывел из строя полевое орудие пр-ка, 5 пулемёт. точек, истребил более 10 гитлеровцев. |
| 25 |      | Шеменёв Михаил Иосифович (1908 — 06.8.1947)              | наводчик станкового пулемёта             | гвардии | 25.10.1944 27.2.1945 31.5.1945 | - 6.12.1942 близ станиц Казанская и Мигулинская (Ростов. обл.) в числе первых преодолел р. Дон, ворвался во враж. траншею. Был ранен, но поле боя не покинул. - 3.02.1945 при форсировании р. Одер в 5 км юж. г. Киц (Германия), заменив выбывшего из строя наводчика, подавил огн. точку и сразил до 15 гитлеровцев. - 16.4.1945 в бою у Зеловских высот успешно поддерживал огнём атаку наших бойцов. 17.4.1945 у г. Зелов сразил более 10 солдат и офицеров пр-ка. |
| 26 |      | Шулайкин Александр Михайлович (01.11.1923 — 15.5.2010)   | командир орудийного расчёта              | гвардии | 26.4.1944 12.6.1944 18.11.1944 | - 3.4.1944 в боях за опорный пункт пр-ка у с. Александровка (Одес. обл., Украина) уничтожил 3 огн. точки, автомашину и св. 10 пехотинцев. 6.4.44 у с. Бурдовка (Одес. обл.) точным огнём из орудия рассеял враж. обоз. 9.4.44 у с. Долгинькое вывел из строя св. взвода живой силы пр-ка. 10.4.44 у с. Дальник (Одес. обл.) подавил миномёты пр-ка на огн. позиции. - 10—13.5.1944 в боях на Заднестровском плацдарме (Молдавия) в ходе отражения многочисл. контратак пр-ка подбил 2 танка и уничтожил 5 огн. точек. - 1.8.1944 в числе первых преодолел р. Висла в районе нас. пункта Пшевуз (Польша), поразил враж. огн. точку, автомашину и до 10 гитлеровцев. 2.8.44 на подступах к нас. пункту Магнушев (Польша), ведя меткий огонь, вывел из строя св. отделения пехоты пр-ка. |
| 27 |      | Яшутин Алексей Михайлович (1909 — 1974)                  | командир расчёта 76-мм орудия            | гвардии | 28.3.1944 12.6.1944 15.5.1946  | - 14.3.1944 в боях в нп Зелёный Гай (Николаевск. обл., Украина) провёл разведку обороны врага, по его данным было подбито штурм. орудие и рассеяно много пехотинцев. Огнём из личного оружия Я. уничтожил 7 солдат пр-ка. 17.3.44 в бою за нп Ново-Данциг огнём из автомата уничтожил 3 пехотинцев и 4 солдат пленил. - 10—13.5.1944 в боях на Днестровском плацдарме (Молдавия) умело корректировал арт. огонь, что позволило батарее уничтожить 3 танка, 6 штурм. орудий, 5 бронетранспортеров, поразить много живой силы пр-ка. - 18—19.4.1945 при штурме Зеловских высот подавил враж. орудие, истребил более 10 солдат пр-ка. Был ранен, но поле боя не покинул. В уличных боях в Берлине подбил бронетранспортер, подавил 3 огн. точки, уничтожил ок. 10 гитлеровцев. |

См. Список полных кавалеров ордена Славы
Материал составлен на основе данных сайтов «Подвиг народа», «Герои страны», Краткого биографического словаря «Кавалеры ордена Славы трёх степеней», Москва, Воениздат-2000 г. и « Герои Советского Союза. Краткий биографический словарь в двух томах» — М.: Воениздат, 1987;
| Орден Суворова III степени: - Алейников Григорий Кириллович, гвардии майор, командир 563 стрелкового полка ( с 5 марта 1943 года - 172 гвардейский стрелковый полк). Приказ Военного Совета Юго-Западного фронта № 28/н от 15 января 1943 г. - Хазов Николай Панфилович, гвардии майор, командир полка. Приказ Военного совета 3 Украинского фронта № 30/н от 11 апреля 1944 г. Орден Богдана Хмельницкого III степени: - Брыков Иван Фёдорович, гвардии лейтенант, командир взвода. Приказ Военного совета 1 Белорусского фронта № 384/н от 7 декабря 1944 г. - Казаков Иван Павлович, гвардии старший лейтенант, командир взвода автоматчиков. Приказ Военного совета 1 Белорусского фронта № 680/н от 30 июня 1945 г. - Коноплёв Константин Иванович, гвардии лейтенант, заместитель командира стрелкового батальона по строевой части. Приказ Военного совета 3 Украинского фронта № 30/н от 11 апреля 1944 г. - Рыков Егор Алексеевич, гвардии старший лейтенант, командир взвода. Приказ Военного совета 1 Белорусского фронта № 384/н от 7 декабря 1944 г. - Сундуков Пётр Иванович, гвардии старший лейтенант, заместитель командира батальона по строевой части. Приказ Военного совета 1 Белорусского фронта № 459/н от 21 февраля 1945 г. - Флаксин Аркадий Ильич, гвардии лейтенант, командир роты. Приказ Военного совета 1 Белорусского фронта № 384/н от 7 декабря 1944 г. Орден Александра Невского : - Акбаров Гияс, гвардии старший лейтенант, заместитель командира стрелкового батальона по строевой части. Приказ ВС 8 гв. А № 219/н от 6 мая 1944 г. - Антонов Георгий Петрович, гвардии лейтенант, командир стрелкового взвода. Приказ ВС 8 гв. А № 413/н от 12 ноября 1944 г. - Бовтунов Иван Тимофеевич, гвардии лейтенант, командир транспортного взвода. Приказ ВС 8 гв. А № 414/н от 12 ноября 1944 г. - Болтаев Георгий Семёнович , гвардии старший лейтенант, командир роты автоматчиков 3 стрелкового батальона. Приказ ВС 8 гв. А № 498/н от 27 февраля 1945 г. - Бообеков Умералы, гвардии старший лейтенант, командир взвода автоматчиков. Приказ ВС 8 гв.А № 488/н от 21 февраля 1945 г. - Боченков Василий Тимофеевич, гвардии капитан, командир стрелкового батальона. Приказ ВС 8 гв. А № 824/н от 27 октября 1945 г. - Василенков Михаил Егорович, гвардии капитан, командир роты 82-мм миномётов 1 стрелкового батальона. Приказ ВС 8 гв.А № 490/н от 27 февраля 1945 г. - Власенко Валентин Григорьевич, гвардии лейтенант, командир пулемётного взвода. Приказ ВС 8 гв.А № 674/н от 31 мая 1945 г. - Голубовский Алексей Петрович, гвардии капитан, командир 1 стрелкового батальона. Приказ ВС 8 гв. А № 247/н от 31 июля 1944 г. - Драенков Фёдор Савельевич, гвардии капитан, заместитель командира полка по строевой части. Приказ ВС 8 гв. А № 248/н от 6 августа 1944 г. - Зимник Михаил Никифорович, гвардии капитан, заместитель командира полка по строевой части. Приказ ВС 8 гв.А № 184/н от 14 декабря 1943 г. - Исаханьян Сурен Кересович, гвардии старший лейтенант, командир пулемётной роты. Приказ ВС 8 гв.А № 255/н от 14 августа 1944 года. - Кравцов Василий Васильевич, гвардии старший лейтенант, командир стрелковой роты. Приказ ВС 8 гв.А № 734/н от 14 июня 1945 г. - Кубышкин Сергей Васильевич, гвардии младший лейтенант, командир взвода автоматчиков. Приказ ВС 8 гв.А № 257/н от 14 августа 1944 г. | - Лиманский Иван Яковлевич, гвардии капитан, помощник начальника штаба полка по оперативной части. Приказ ВС 8 гв. А № 313/н от 31 августа 1944 г. - Линников Максим Матвеевич, гвардии лейтенант, командир взвода пешей разведки. Приказ ВС 8 гв.А № 485/н от 17 февраля 1945 г. - Лисовой Михаил Андреевич, гвардии капитан, командир стрелкового батальона. Приказ ВС 8 гв.А № 236/н от 12 июня 1944 г. - Листовский Ромуальд Брониславович, гвардии капитан, командир стрелковой роты.Приказ ВС 8 гв.А № 279/н от 14 августа 1944 г. - Ломоновский Иван Фёдорович, гвардии лейтенант, командир взвода противотанковых ружей. Приказ ВС 8 гв.А № 413/н от 12 ноября 1944 г. - Мандрик Иван Антонович, гвардии капитан, командир батареи. Приказ ВС 8 гв.А № 710/н от 9 июня 1945 г. - Нестеров Эниль Иванович, гвардии младший лейтенант, командир стрелкового взвода 2 стрелкового батальона. Приказ ВС 8 гв.А № 708/н от 7 июня 1945 г. - Осин Димитрий Васильевич, гвардии старший лейтенант, заместитель командира батальона по строевой части. Приказ ВС 8 гв. А № 219/н от 6 мая 1944 г. - Рябенко Владимир Михайлоич, гвардии старший лейтенант, командир пулемётного взвода. Приказ ВС 8 гв.А № 674/н от 31 мая 1945 г. - Ряпосов Анатолий Иванович, гвардии старший лейтенант, командир пулемётной роты. Приказ ВС 8 гв. А № 414/н от 12 ноября 1944 г. - Свинин Дмитрий Иванович, гвардии старший лейтенант, командир стрелкового батальона. Приказ ВС 8 гв. А № 552/н от 31 марта 1945 г. - Серов Сергей Евлампиевич, гвардии старший лейтенант, командир миномётной роты. Приказ ВС 8 гв.А № 498/н от 27 февраля 1945 г. - Старовойтов Иван Леонтьевич, гвардии лейтенант, командир взвода пешей разведки. Приказ ВС 8 гв.А № 298/н от 27 августа 1944 г. - Темирбулатов Сергей Золяевич, гвардии лейтенант, командир стрелковой роты. Приказ ВС 8 гв.А № 236/н от 12 июня 1944 г. - Тонгузов Егор Иванович , гвардии лейтенант, командир стрелкового взвода. Приказ ВС 8 гв.А № 674/н от 31 мая 1945 г. - Фокин Александр Иванович, гвардии капитан, заместитель командира батальона по строевой части. Приказ ВС 8 гв. А № 740/н от 14 июня 1945 г. - Халецкий Василий Петрович, гвардии лейтенант, командир миномётного взвода. Приказ ВС 8 гв.А № 329/н от 7 сентября 1944 г. - Чварков Пётр Васильевич, гвардии старший лейтенант,командир стрелковой роты. Приказ ВС 8 гв.А № 236/н от 12 июня 1944 г. - Чёрный Иван Алексеевич, гвардии капитан, командир стрелкового батальона. Приказ ВС 8 гв. А № 219/н от 6 мая 1944 г. - Чиж Афанасий Петрович, гвардии капитан, командир стрелкового батальона. Приказ ВС 8 гв. А № 214/н от 28 апреля 1944 г. - Чхаидзе Акакий Иванович, гвардии младший лейтенант, командир взвода автоматчиков. Приказ ВС 8 гв. А № 414/н от 12 ноября 1944 г. - Щёлоков Анатолий Васильевич, гвардии старший лейтенант, командир пулемётного взвода 2 стрелкового батальона. Приказ ВС 8 гв.А № 674/н от 31 мая 1945 г. - Яковлев Александр Иванович, гвардии лейтенант, командир стрелкового взвода. Приказ ВС 8 гв.А № 236/н от 12 июня 1944 г. - Яюс Иван Васильевич, гвардии капитан, командир стрелкового батальона. Приказ ВС 8 гв.А № 184/н от 14 декабря 1943 г. |

## Командиры полка

### Во время Великой Отечественной войны
- Алейников Григорий Кириллович (март — май 1943), гвардии майор;
- Евдахов, Фёдор Тимофеевич (июнь 1943 — 02.10.1943), гвардии майор, ранен;
- Силин, Фёдор Иосифович (08.10.1943 — 23.10.1943), гвардии майор, ранен;
- Драенков ( октябрь 1944 ) , гвардии майор
- Пелевин, Михаил Максимович (30.10.1943 — 30.10.1943);
- Хазов Николай Панфилович (17.11.1943 — 1945) — гвардии подполковник, Герой Советского Союза;[7]
- Вирабян Ашот Александрович, гвардии подполковник (июнь - ноябрь 1945)
- Львов, Сергей Дмитриевич (1945)[8]

### В послевоенное время
- Львов Сергей Дмитриевич (до 31.07.1946);
- Гладкий, Алексей Петрович (с 31.07.1946 до ?);[8]
- Осадчий Л (1960), гвардии полковник;
- Ревазов (1964—1966), гвардии полковник;
- Пивень (1966—1971), гвардии подполковник;
- Терёхин Михаил Иванович (1971—1973), гвардии полковник;
- Боярский (1973—197?), гвардии подполковник;
- Чекаленко (197? — 197?), гвардии подполковник;
- Саидов Ахмад Мадаминович (1980—1985), гвардии полковник;
- Смольняков, Владимир Михайлович (1985—1988), гвардии полковник;
- Нестяк, (1988—1990), гвардии полковник;
- Олейник, Иван Иванович (1990—1991), гвардии полковник Последний командир полка.

## Полк в послевоенное время
- В декабре 1963 года полк передаётся из состава 57-й гвардейской стрелковой Новобугской дивизии в состав 27 гвардейской танковой Запорожской дивизии[9], которой в 1965 году было возвращён номер времен Великой Отечественной войны.
- В мае 1965 года полк из состава 79 гвардейской танковой Запорожской ордена Ленина Краснознамённой орденов Суворова и Богдана Хмельницкого дивизии передан в 39-ю гвардейскую Барвенковскую ордена Ленина дважды Краснознамённую орденов Суворова и Богдана Хмельницкого дивизию[10][11].

Точное место дислокации полка с 1945 года по 1949 год в настоящее время не установлено.
С 1949 года по 28 октября 1991 года полк дислоцировался в городе Гота, на передних рубежах защиты СССР и стран социалистического лагеря (Первый стратегический эшелон дислоцированной в Германии (Группы советских войск в Германии (ГСОВГ, ЗГВ) ( ГДР —  Германия) на территории земли Тюрингия.
Полк переформирован из стрелкового в мотострелковый в 1957 году. Основные глобальные реформирования (сокращение Советских войск в Германии 1955—1956 гг, реорганизация войск и изменения названий частей в 1960-е годы, сокращение Советских войск в Германии в 1970-е годы) не касались 172-го ГМП.

## Вооружение полка на 1991 год
- 41 Т-80;
- 147 БМП (48 БМП-2, 94 БМП-1, 5 БРМ-1К);
- 18 −2 С1 «Гвоздика»;
- 18 — 2 С12 «Сани»;
- 9 БМП-1КШ,
- 3 ПРП-3,4;
- 3 РХМ;
- 1 Р-145 БМ,
- 3 ПУ-12 «Поддержка»;
- 4 ЗСУ-23-4 (до 1989 года)
- 4 ЗРК «Стрела-10» (до 1989 года)
- 6 ЗРК «Стрела-10» (после 1989 года)
- 6 ЗСУ 2С6 «Тунгуска» (с 1989 года)
- 1 ППРУ 9С80 «Овод»(с 1989 года)
- 6 ТЗМ 2Ф77М на базе КАМАЗ
- 27 ПЗРК «Игла»
- 1 МРТО 2В110 на базе Урал-4320
- 1 МТО 2Ф55 на базе Урал-4320
- 1 МРТО 1Р10 на базе Урал-4320
- 1 МТ-55А;
- 7 МТ-ЛБТ.

```
 9 конкурс 
```

Составлено по Справочнику ЗГВ Ленского-Цыбина.

## Известные люди, служившие в полку
- Ковтунов Александр Васильевич, генерал-полковник. Командующим Северной группой войск (СГВ) 1984—1987, командующий Среднеазиатским военным округом 1987—1989, главнокомандующий войсками Дальнего Востока 1989—1992. Начальник штаба полка с 1966—1967 год[13].

## Вывод и расформирование
После объединения Германии в 1990-м году, с подписанием 12 сентября 1990 г. министрами иностранных дел ФРГ, ГДР, СССР, США, Франции и Великобритании «Договора об окончательном урегулировании в отношении Германии», пребывание советских войск на территории объединённой Германии — ФРГ стало определяться как временное, а планомерный вывод должен быть осуществлён по 1994 год включительно.
172-й ГМСП был выведен одним из первых с территории Германии на территорию Украины в город Белая Церковь в 1991 году и расформирован.
Боевое знамя,ордена и орденские книжки 172-го ГМСП находятся в Национальном музее истории Украины во Второй мировой войне (Киев, Украина).